# Otto Valkman
Otto Valkman (Arnhem, 13 maart 1946 – Amsterdam, 13 maart 1996) was een Nederlands sociaal wetenschapper, theaterdirecteur, publicist en televisiepresentator. 

## Loopbaan
Valkman groeide op in Arnhem en kwam in 1964 naar Amsterdam. Hij studeerde sociale wetenschappen aan de universiteit van Amsterdam en de universiteit van Pennsylvania.  Valkman was actief in de Studentenvakbeweging (SVB). Hij was lid van studentenvereniging Olofspoort, dispuut Halewijn.
Valkman was vanaf 1971 wetenschappelijk medewerker bij de Boekmanstichting waar hij later ook secretaris en waarnemend voorzitter zou zijn. Van 1988 tot 1991 was hij de laatste programmeur/ directeur van Theater 't Hoogt in Utrecht. Ook was hij directiesecretaris van de Felix Meritis Foundation. Hij was ook zakelijk leider van theatergroep Nieuw-West in Amsterdam en werkte als freelance publicist.
In 1982 was Valkman als secretaris van het bestuur van de VPRO betrokken bij een procedure bij de Raad van State. De procedure had als doel het ministerie van WVC te verplichten om alle leden van de VPRO voor het einde van 1982 te tellen, omdat de omroep beweerde meer dan 300.000 leden te hebben.
In 1981 voerde hij samen met Hans van Dulken een interview met minister Gardeniers. Op 10 maart 1986 leidde hij in Paradiso een debat over het Amsterdamse kunstbeleid.
Vanaf 1992 was Valkman de presentator van het televisieprogramma Hoeksteen live!, dat elke derde zaterdag van de maand rechtstreeks werd uitgezonden vanuit De kroon aan het Amsterdamse Rembrandtplein door SALTO. Het programma richtte zich voornamelijk op de gemeentepolitiek maar ook waren er gesprekken met prominenten landelijke politci.Ondanks een in september 1995 geconstateerde ziekte bleef Valkman in de Hoeksteen verschijnen en kondigde in het programma zelfs live zijn naderende dood aan met als gevolg een stroom van telefoontjes van medeleven.
Valkman overleed na een ziekbed van een halfjaar op 13 maart 1996, op zijn 50e verjaardag. Valkman was de vaste partner van beeldend kunstenaar Albert Blitz.
- Digitale Bibliotheek voor de Nederlandse Letteren: valk073
- International Standard Name Identifier: 0000 0000 2472 547X
- Library of Congress Control Number: n80104522
- Nederlandse Thesaurus van Auteursnamen: 067997767
- Virtual International Authority File: 33302820
- WorldCat: E39PCjtBkg3q4Xt9hWhgxvHvd3